# Conchita Badía
Concepción Badía de Agustí, conocida como Conchita Badía, (Barcelona, 14 de noviembre de 1897-Ib., 2 de mayo de 1975) fue una soprano y pianista española. A lo largo de su vida artística, tuvo tres maestros: Enrique Granados, Pablo Casals y Manuel de Falla. Fue considerada una de las mejores intérpretes hispanohablantes de canciones artísticas del siglo xx. Badía estrenó piezas escritas por compositores como Enrique Granados, Manuel de Falla, Federico Mompou, Alberto Ginastera y Enric Morera. Su carrera internacional la llevó a los principales escenarios del mundo. Además de cantar en los más diversos géneros música de cámara, lieder, oratorios y canción popular, también tuvo una carrera destacada como pianista y desarrolló una importante carrera como profesora de canto, con discípulos como Montserrat Caballé.
En palabras de Joan Alavedra en la biografía que dedica a la artista:

todos los que hemos vivido con mayor o menor intensidad la vida musical catalana desde los comienzos de este siglo, sabemos qué representa la actuación de la cantante Conchita Badía. En mi opinión, ella ha sido, en su género, una personalidad esencial (...). Primerísima liederista en nuestros conciertos, ha dado a conocer las mejores canciones de los compositores que ya estaban formados cuando ella apareció y (. ..) las de los jóvenes que fueron surgiendo en la composición de la canción catalana. Además, se ha revelado como la más eximia intérprete de los clásicos italianos, los románticos alemanes, los antiguos compositores franceses y españoles, y ha sido insustituible en la ejecución de los grandes Oratorios y de las obras de Händel, Mozart, Haydn, Beethoven, Bach, Schubert, Schumann, etc.
Alavedra (1975)

## Biografía

### Primeros años
Conchita Badía nació en Barcelona el 14 de noviembre de 1897, hija de una comadrona y de un imaginero religioso. Empezó a estudiar de muy pequeña con un profesor del barrio, quien en 1905 le recomendó a la familia que la llevara a la Academia Granados donde conoció a su primer maestro, Enrique Granados, quien reconoció su don para la música y, aparte de las clases de piano con Frank Marshall, la hace estudiar canto con Rosa Culmell —esposa del compositor Joaquín Nin Castellanos—. En 1908, coincidiendo con el año de la inauguración del Palacio de la Música Catalana, Badía realizó a los 11 años sus primeros conciertos. Poco después de estos y a pesar de su talento para el piano, Ganados la hizo enfocarse por el canto. A sus 15 años, los responsables de la Asociación Wagneriana le propusieron el papel de chica flor en el estreno en el Palacio de la Música de la versión de concierto del Parsifal de Richard Wagner, la cual fue protagonizada por el tenor Francisco Viñas. A pesar de las objeciones de algunos por la edad de la cantante, Joaquim Pena, uno de los fundadores y líder de la asociación, convenció a su padre de que la seleccionara: «Es una artista. Y le propongo cantar un papel de chica flor. ¿No es exactamente lo que es ella, una chica y una flor?». El estreno se dio en 1913 y marcó su debut profesional. No obstante, su futuro como cantante no quedaba claro. El propio Enrique Granados dudaba de si era mejor que se dedicara al canto o al piano, instrumento en el que igualmente era alumna prodigiosa, tal como a menudo igualmente destacaba la pianista Alícia de Larrocha. Y es que Conchita Badia obtuvo el título de profesora de piano a los 17 años.
Durante los años siguientes, el propio Granados la acompañó al piano en varios conciertos por toda Cataluña y le hizo estrenar su obra Canciones amatorias en la Sala Granados de la avenida Tibidabo de Barcelona en 1913. Otras actuaciones prominentes fueron sus interpretaciones de las obras de Granados Tonadillas en el Palacio de la Música Catalana en el marco de la temporada de la Asociación de Música «da Camera» dirigida por Manel Clausells, y La Elegía eterna, orquestada y dirigida por Lamote de Grignon.
Durante aquellos años, Badía colaboró con importantes artistas contemporáneos incluyendo Enric Morera, Jaume Pahissa, Ventura Gassol, Amadeo Vives, Frank Marshall, Roberto Gerhard, Felipe Pedrell y Apeles Mestres. También recibió elogios de varios artistas, como Apeles Mestres, quien le regaló la englantina de plata y oro que había ganado en los Juegos Florales y el brazalete de bodas que le había regalado a su difunta esposa y le dedicó las siguientes palabras: «Recitadas por ti, mis canciones hasta parecen bonitas». Manuel de Falla, que la escucha por primera vez en París, escribe «Cuantos hemos tenido la fortuna de oírle interpretar nuestras propias obras guardaremos siempre el recuerdo de la fuerte impresión de arte que experimentamos». El tenor Francisco Viñas le dedica Método de canto con las palabras: «A la más perfecta liederista que yo jamás haya escuchado. Oyéndola uno se pregunta: ¿los ángeles, cantarían con tanta perfección?».
El 24 de marzo de 1916, el barco que llevaba de regreso a  Barcelona a Granados y a su esposa desde Nueva York, donde acababa de estrenar las Goyescas en la Metropolitan Opera House, fue hundido por los alemanes. La muerte afectó considerablemente a Badía, pero continúa estudiando con Vidal Nonell en el Conservatorio del Liceo.
El 22 de enero de 1918, la cantante estrenó en el Palacio de la Música El alumbramiento maravilloso de Schaharazada del compositor Robert Gerhard. Al año siguiente se casó con Ricard Agustí, siendo su padrino de bodas Felipe Pedrell, de quien, entre otras obras, estrenó en 1921 La Celestina. A lo largo de estos años, colabora constantemente con Pablo Casals, quien se convierte en su segundo maestro. Junto con él y su Orquesta Pablo Casals, cantó como solista en más de treinta conciertos. Entre otros estrenos que realizó en los años 1920 estuvieron Cançons epigramàtiques de Amadeu Vives (1927), acompañada por el pianista ilerdense Ricardo Viñes, así como los Nuevos madrigales y la recopilación Amorosas de Apeles Mestres.
Durante los año 1930 la actividad concertista de Badía se intensificó. En 1932 cantó obras de Arnold Schönberg en presencia del propio compositor en el marco del Festival Schönberg del Palacio de la Música. Posteriormente participó con Robert Gerhard en el Festival de Viena de la Sociedad Internacional para la Música Contemporánea donde cantó Seis canciones populares catalanas. En 1935, estrenó las canciones originales de Pablo Casals y Presente de bodas de Lamote de Grignon, quien también la dirigió en el Gran Teatro del Liceo cantando la ópera María del Carmen de Granados.
La noche del 17 de julio de 1936, durante el ensayo general con la Orquesta Pablo Casals y el Orfeó Gracienc del concierto inaugural de la Olimpiada Popular, les llegó la noticia del alzamiento militar y esa misma noche dio inicio la guerra civil española. Badía, quien vivía en ese momento sola con sus tres hijas ya que su marido había tenido que marcharse para América, se trasladó a la casa de la familia de Manel Clausells, secretario de la Asociación de Música «da Camera». La primera mañana de octubre, sin embargo, Clausells no llegó a su despacho y Badía lo buscó hasta descubrir que había sido asesinado. Movida por este evento, la cantante decide marcharse al exilio y con la ayuda de Ventura Gassol y Pablo Casals consiguió marcharse hacia Francia con sus hijas y el pianista Alexandre Vilalta en febrero de 1937, como embajadora cultural catalana realizando unos conciertos que la Generalidad de Cataluña organizó en Francia con motivo de la exposición sobre el arte románico catalán.

### El exilio

#### Exilio en Europa
Durante su exilio en París, Badía continuó cantando en lugares como las salas Pleyel y Gaveau acompañada por el músico Alfred Cortot y en el Teatro de los Campos Elíseos. También realizó giras por varias ciudades europeas y grabó conciertos y programas en la BBC y en otras radios y televisiones europeas. Durante estas giras tuvo la oportunidad de actuar en Cambridge y Londres con Robert Gerhard, en Holanda con Oscar Esplá, en Suiza, Bruselas y Salzburgo, entre otros lugares. Sus presentaciones fueron bien recibidas por medios como el Le Monde Musical y el periódico De Tijd.
Bajo el presagio de la Segunda Guerra Mundial, llegaron a Europa algunos representantes americanos para contratar a artistas y Badía aceptó una de las propuestas para exiliarse en América del Sur, viendo así la posibilidad de reunirse de nuevo con su marido Ricard. Badía inició su viaje a América a finales de mayo de 1938.

#### Exilio en América
Tras más de cuatro años de separación, Conchita se reunió con su marido en Brasil, en donde la familia estableció su residencia en un primer momento. A partir de junio de 1938, continúa su carrera como cantante en ese país y tuvo la oportunidad de trabajar con compositores con Heitor Villa-Lobos. Pocos meses después realizó una presentación en Uruguay y el 14 de noviembre de 1938 cantó en el Teatro Cervantes de Buenos Aires. La cantante decidió trasladarse a esta ciudad argentina, donde se reencontró con el también exiliado Manuel de Falla y a Francesc Cambó, quien contrató a su marido Ricard, consiguiendo así reunir de nuevo a toda la familia, que se había quedado en Brasil. Badía también hizo con otros exiliados que llegaron a Argentina debido a la Guerra Civil como el editor López-Llausàs, el dramaturgo Martínez-Sierra, la actriz Catalina Bárcena, el filósofo José Ortega y Gasset, el poeta Rafael Alberti, los escritores Salvador de Madariaga y Paco Aguilar, la actriz Margarita Xirgu, los bailarines Zackarov y el expresidente Niceto Alcalá-Zamora. 
Entre otras actuaciones destacadas, el 18 de octubre de 1939, en el marco del vigesimoquinto aniversario de la Institución Cultural Española, Badía interpretó Psyché y otras canciones de Falla bajo la batuta de Juan José Castro. Durante este período, conoció a compositores argentinos Castro, Gilardi, Alberto Ginastera, Carlos Guastavino, Carlos López Buchardo, Julián Bautista y Suffren. Aparte de actuaciones en los auditorios brasileños, argentinos y uruguayos, también realizó presentaciones para diferentes radios, entre ellas Radio El Mundo y actuó a menudo acompañada entre otros por sus condiscípulos de Granados Federico Longás y Paquita Madriguera. En ocasiones, durante sus giras por América del Sur, Badía tocaba el piano y cantaba melodías improvisadas y a pesar de ser activa como concertista, intensificó su faceta de maestra de cantantes tanto europeos como sudamericanos.
Después de nueve años desde que inició su exilio, Badia decidió que era el momento de volver a Barcelona. El 14 de noviembre de 1946, murió Manuel de Falla tan sólo dos días después de que Conchita se despidiera de él antes de volver a España.

### De nuevo en Cataluña
Badía llega a Barcelona el 8 de diciembre de 1946 , encontrando una ciudad cambiada en la que ya no residen muchos de los artistas con los que compartió el inicio de su carrera. Esto sumado con la nostalgia por América hizo que pasaran casi un año antes de que la cantante actuara otra vez, estrenando el 14 de noviembre de 1947 La rosa als llavis de Eduard Toldrà y Joan Salvat-Papasseit en el Palacio de la Música. En ese mismo año también se participó en el concierto-homenaje a la poesía de Garcés musicada por diferentes compositores. En 1947 también obtuvo un pase de día de frontera para viajar a Prada de Conflent, en donde se reúne con Pablo Casals. Ambos volvieron a ver en varias ocasiones en la misma Prada.
Durante los 10 años siguientes, cantó entre otros en los conciertos del Jardín de los Naranjos de Pedralbes. En 1956 estrenó Doce canciones españolas de Joaquín Rodrigo acompañada por el mismo y participó en el homenaje al compositor Joaquín Nin acompañada por el compositor Joaquín Nin-Culmell. También fue invitada a actuar en auditorios de Madrid en varias ocasiones, donde fue recibida positivamente por la crítica.
Durante esta etapa, Badía continuó siendo maestra, como catedrática de canto en el Conservatorio Municipal de Barcelona y en su propio domicilio, donde recibe a alumnos como Francesca Callao, el argentino Carlos Manso, la andaluza Isabel Aragón, la mexicana Lupita Campos, la sueca Sonia Stehenmar, la japonesa Akemi Karachi, Heleni Barjau y Montserrat Caballé. De 1958 al 1974, la cantante viajó a menudo por América y por Europa para impartir cursos de canto como los cursos de verano «Mozarteum» de Salzburgo, los cursos internacionales de música española «Música en Compostela» en Santiago de Compostela. También fue miembro de jurados de certámenes como el Concurso Internacional de Canto de Río de Janeiro y el Concurso Internacional de Canto Francisco Viñas. 
En 1966, con motivo del 50 aniversario de la muerte de Enrique Granados, Badía participó en un homenaje al compositor junto a artistas como el director y violinista Yehudi Menuhin. 
En sus últimos años, Badía recibió varios reconocimientos como la Medalla de Oro de la Ciudad del Ayuntamiento de Barcelona, la Medalla de Plata de la Diputación de Barcelona, la Gran Cruz de Isabel La Católica, la Encomienda de Alfonso X El Sabio y el Lazo de Damas al Mérito Civil del Gobierno de España. 
Badia murió el 2 de mayo de 1975 en Barcelona.
El Fondo Conchita Badía se conserva en la Biblioteca de Cataluña, donde se encuentran algunas composiciones musicales de su autoría.

## Composiciones musicales
- La flor sola, canción para canto y piano (1916)
- Petit Nöel, para piano (ed. Buenos Aires: Ricordi Americana, 1946)
- T'estimo tant... (1966). Dedicada a Montserrat Caballé (ed. 1981)